# Thelyphonus kinabaluensis
Thelyphonus kinabaluensis är en spindeldjursart som beskrevs av Speijer 1933. Thelyphonus kinabaluensis ingår i släktet Thelyphonus och familjen Thelyphonidae. Inga underarter finns listade i Catalogue of Life.